# Oorlog in Afghanistan (2001-2021)
De oorlog in Afghanistan begon in 2001 en eindigde bijna 20 jaar later, in 2021. De oorlog in Afghanistan was een direct gevolg van de aanslagen op 11 september 2001 op drie doelen in de Verenigde Staten. Het was de langste oorlog waaraan de Verenigde Staten heeft deelgenomen.
De strijdkrachten van de Verenigde Staten, het Verenigd Koninkrijk, Australië, Frankrijk en de Noordelijke Alliantie vielen in 2001 de Taliban aan, onder de naam Operation Enduring Freedom. Het Taliban-regime in Afghanistan bood een thuis aan Al Qaida, dat achter de aanslagen op 11 september 2001 zat. De Amerikaanse regering met aan het hoofd president George W. Bush besloot het land binnen te vallen nadat de Taliban een ultimatum naast zich hadden neergelegd om Osama bin Laden en andere belangrijke leiders van Al Qaida uit te leveren.  Het Taliban-regime was vrij snel verslagen, maar Bin Laden kon ontsnappen.
Onder leiding van Hamid Karzai werd een nieuwe Afghaanse regering geïnstalleerd en een nieuwe grondwet opgesteld. Meer dan 5 miljoen vluchtelingen keerden terug naar hun woonplaats. De verdreven strijders van de Taliban proberen al jarenlang het nieuwe bewind omver te werpen vanuit hun basis in Pakistan, na de vernietiging van hun bolwerken in Afghanistan. Hierdoor bleven de gevechtshandelingen veel langer duren dan aanvankelijk was voorzien. Ook de dood van Bin Laden in mei 2011 maakte geen einde aan de gevechten.
Sinds 2002 namen Nederlandse militairen deel aan acties in Afghanistan als onderdeel van de internationale operatie Enduring Freedom. Ze werkten eerst in de provincie Baghlan en later vooral in de provincie Uruzgan en in Kunduz. Van 2015 tot 2021 namen Nederlandse militairen deel aan de NAVO-missie Resolute Support, met het doel de opbouw van het veiligheidsapparaat, leger en politie in Afghanistan.
In april 2021 kondigde de Amerikaanse president Joe Biden aan dat de Amerikaanse troepen zich zouden terugtrekken. Toen zowel de VS als de NAVO begon met het terugtrekken van troepen, startten de taliban met een offensief in het land. De Afghaanse president ontvluchtte het land en de Taliban namen de regering weer over nadat de Westerse troepen zich in augustus 2021 volledig hadden teruggetrokken.

## Achtergrond
Sinds het vertrek van de Sovjet-Unie bevochten verschillende gewapende facties elkaar in Afghanistan. Eind 1994 was er officieel een regering met Burhanuddin Rabbani aan het hoofd/aan de macht, maar de verschillende stammen en krijgsheren bevochten elkaar. Zij financierden zich met export van opium. In de tweede helft van 1994 kwam een nieuwe groep op die zich kantte tegen de drugshandel en de krijgsheren: de Taliban. Deze fundamentalistische groep werd geleid door Mohammed Omar en kon rekenen op de steun van Saoedi-Arabië en Pakistan. Een geschat aantal van honderdduizend Pakistanen vocht in de jaren negentig mee aan de zijde van de Taliban. Onder hen waren veel leden van de ISI, de Pakistaanse inlichtingendienst.
Pakistan wilde zo zijn invloed doen gelden in Afghanistan. De Taliban behaalden hun eerste succes op 5 november 1994 met de verovering van het zuidelijk gelegen Kandahar. Daarna trokken de Taliban-leden verder naar het noorden. Ze veroverden Herat in september 1995, en op 26 september 1996 viel Kabul in hun handen. Oud-president Mohammed Nadjiboellah, diens broer en vroegere medewerkers werden vermoord. In de jaren daarop veroverden de nieuwe machtshebbers grote delen van het noorden, waarbij zij meerdere bloedbaden veroorzaakten. Alleen de Noordelijke Alliantie onder leiding van Achmed Sjah Massoud en Abdul Rashid Dostum bood verzet. Bazarak en de Panjshirvallei in het noordoosten bleef in hun handen.
Het machtscentrum van de Taliban was Kandahar. De Opperste Sjoera nam de belangrijkste beslissingen. Aanvankelijk brachten de Taliban rust en orde en werden de beslissingen binnen de Opperste Sjoera op democratische wijze genomen, maar Mohammed Omar trok steeds meer macht naar zich toe. De Taliban stonden het strikt naleven van de regels van de islam en de sharia voor. Zij verboden vrouwen alleen over straat te gaan. Ook moesten vrouwen zich in een allesbedekkende boerka kleden, meisjesscholen werden gesloten, muziek verboden en bioscopen en televisiestudio's gesloten.
De Taliban boden ook onderdak aan Al Qaida. Deze organisatie had verschillende trainingskampen, waar zij naast eigen leden ook Taliban-vechters klaarstoomde voor de strijd. In 1998 werd Osama bin Laden, de leider van Al Qaida, Soedan door Amerikaanse druk uitgezet en hij vond opnieuw toevlucht tot Afghanistan, waar hij eerder tegen de Sovjet-Unie gevochten had. De Amerikaanse regering wees hem aan tot hoofdschuldige van de aanslagen op twee Amerikaanse ambassades in Afrika en eiste van de Taliban de uitlevering van Bin Laden. De Afghanen wezen de Amerikaanse eisen af.
Twee journalisten interviewden Massoud op 9 september 2001. Tijdens het interview lieten zij een bom exploderen die in een videocamera zat verstopt. Onderweg naar het ziekenhuis overleed hij. Internationale experts vreesden dat de Noordelijke Alliantie zonder Massoud geen kans zou maken tegen de Taliban.

## Aanslagen van 11 september en Amerikaans ultimatum
Op de morgen van 11 september 2001 boorden twee passagiersvliegtuigen zich in de Twin Towers van het World Trade Center in New York. Beide torens stortten binnen het uur in. Een ander vliegtuig trof het Pentagon en een vierde vliegtuig stortte neer in een veld in Pennsylvania. Alle vier vliegtuigen waren gekaapt door leden van Al Qaida.
De Amerikaanse zoektocht naar Al Qaida-leider Bin Laden zou de casus belli voor de Amerikaanse invasie worden. Op 18 september 2001 stemden het Amerikaanse Huis van Afgevaardigden met 420 voor en 1 tegen: Volksvertegenwoordiger Barbara Lee van Californië en de Amerikaanse Senaat met 98 voor en 0 stemmen tegen om de VS een mandaat te verlenen om ten strijde te trekken. Het betrof "een campagne van onbeperkte duur tegen 'degenen die verantwoordelijk zijn voor de recente aanvallen op de Verenigde Staten'".
Op 20 september stelde de Amerikaanse president George W. Bush een ultimatum aan de Taliban. Hierin stonden de volgende punten:
- vrijlaten van alle buitenlandse gevangenen, onder wie Amerikaanse burgers
- beschermen van buitenlandse journalisten, diplomaten en hulpverleners in Afghanistan
- sluiten van trainingskampen voor terroristen in Afghanistan en het "overdragen van elke terrorist en elk persoon en hun steunstructuur aan de geschikte autoriteiten"
- geven van volledige toegang tot de trainingskampen van terroristen aan de Verenigde Staten zodat hun sluiting gecontroleerd kan worden

Over deze eisen kon niet onderhandeld of gediscussieerd worden. Het antwoord kwam niet direct van de Taliban, maar via hun Pakistaanse ambassade. In hun eerste reactie vroegen ze om bewijsmateriaal van Bin Ladens betrokkenheid bij de aanvallen van 11 september. Zij boden aan hem in een islamitische rechtszaal te berechten. Toen de oorlog al begonnen was boden ze aan hem in een neutraal land te laten berechten. Gematigden binnen de Taliban zijn naar verluidt samengekomen met ambtenaren van de Amerikaanse ambassade om een manier te bedenken om Mohammed Omar, leider van de Taliban, te overtuigen Bin Laden toch aan de Verenigde Staten uit te leveren om een vergeldingsoorlog te voorkomen. Alle voorstellen die de Taliban deed werden door president Bush afgewezen.

## Invasie (2001-2002)

### Opmars naar Kabul
De Amerikaanse regering gaf op 7 oktober het startsein voor de militaire campagne tegen Afghanistan. CIA-teams van de Special Activities Division waren de eerste Amerikaanse troepen die in Afghanistan voet aan de grond zetten. Zij werden gevolgd door commandoteams van de United States Army Special Forces. De eerste luchtaanvallen vonden meteen plaats. De Verenigde Staten bombardeerden het vliegveld en elektriciteitsvoorzieningen van de hoofdstad Kabul. Bij de steden Kandahar en Jalalabad vielen ook bommen.
Amerikaanse en Britse Special Forces werkten nauw samen met de verschillende Afghaanse oppositiegroepen, waarvan de Noordelijke Alliantie de belangrijkste was om het noordwestelijk gelegen Herat in te nemen. In de stad brak een opstand uit waardoor de Taliban de stad prijs moest geven.
De Verenigde Staten boekten een groot succes toen zij vroeg in de oorlog erin slaagden Mohammed Atef, een van de belangrijkste leden van Al Qaida, te doden met een raketaanval op zijn huis in Kabul. Ook zijn bewaker Abu Ali al-Yafi'i en zes anderen verloren het leven.
Voor het Afghaanse luchtdoelgeschut vlogen de Amerikaanse bommenwerpers te hoog. Verder zette de VS Apache-helikopters in. Verschillende malen werden ook tomahawkrakketen gelanceerd van Amerikaanse schepen. De eerste aanvallen richtten zich vooral op doelen rondom Kabul, Jalalabad en Kandahar.
Binnen een paar dagen waren de Afghaanse luchtafweer en de meeste trainingskampen van de Taliban vernietigd. Daarna richtten de aanvallen zich er vooral op om de communicatielijnen van de Taliban verder te verzwakken. Tegelijkertijd zat er weinig beweging in het front van de Noordelijke Alliantie. De leiders van die alliantie eisten dat de bombardementen zich meer op doelen rondom die frontlijn zouden richten. De Amerikanen gaven daar gehoor aan en begonnen de Taliban daar meer onder vuur te nemen. De Taliban-leden hadden geen ervaring met de hoogstaande bombardementen en waren makkelijk zichtbaar voor de Amerikaanse spotters die de doelen doorgaven aan de luchtmacht.
De Noordelijke Alliantie arriveerde samen met de Amerikaanse Special Forces op 10 november in Mazar-i-Sharif. Deze stad was van strategisch belangrijke waarde vanwege de aanwezigheid van twee vliegvelden en een belangrijke weg die liep naar Oezbekistan. Daardoor zou ook mogelijke hongersnood onder de Afghaanse bevolking kunnen worden voorkomen. Onder leiding van de generaals Abdul Rashid Dostum en Atta Muhammad Nur nam de Noordelijke Alliantie de belangrijkste militaire basis en het vliegveld in. Na bloedige gevechten die anderhalf uur lang duurden trokken de Taliban-troepen zich terug. De bevrijders werden met gejuich ontvangen. De verovering was voor de Amerikanen een verrassing. Zij hadden verwacht dat gevechten rondom de stad tot ver in het volgende jaar zouden kunnen duren.
Er gingen geruchten rond dat Mullah Dadullah de stad met achtduizend Taliban-leden zou willen heroveren. De Verenigde Staten vlogen duizend manschappen in van de 10th Mountain Division. Zij hadden vanaf nu ook de beschikking over een eigen luchtmachtbasis in Afghanistan. Daarvoor vlogen Amerikaanse vliegtuigen vanuit Oezbekistan of vliegdekschepen vanuit de Arabische Zee.
In de nacht van 12 november verlieten de Taliban-troepen de stad Kabul. Toen de Noordelijke Alliantie in de volgende middag de stad naderde ondervonden zij nauwelijks verzet. Een klein groepje van twintig Talabani hadden zich verborgen in een stadspark en boden verzet. Na een vuurgevecht van een kwartier waren zij uitgeschakeld en was de hele stad in handen van de coalitietroepen.
Op 14 november 2001 nam de Veiligheidsraad van de Verenigde Naties een resolutie aan, waarin van de Taliban werd geëist dat Osama bin Laden overgedragen zou worden en dat alle trainingskampen voor terroristen gesloten zouden worden. Hierin werd verwezen naar een resolutie uit december 2000, waarin ook al om uitlevering van Bin Laden was gevraagd vanwege de aanslagen op twee Amerikaanse ambassades in Afrika in augustus 1998. De resolutie sprak niet over het gebruik van geweld.

### Taliban raakt ingedamd, Bin Laden vlucht
De val van Kabul leidde de ineenstorting van het gehele front in. Lokale Pashtun-commandanten en krijgsheren veroverden het grootste deel van noordelijk Afghanistan, waaronder de belangrijke stad Jalalabad. Veel Taliban-leden, vergezeld van een groot aantal Pakistaanse vrijwilligers, vielen rond 16 november terug op Kunduz, het laatste bolwerk in het noorden. De Noordelijke Alliantie belegerde deze stad waar bijna tienduizend vechters zich ophielden. In het zuiden hielden veel leden van Al Qaida en de Taliban, onder wie mogelijk Osama bin Laden, zich schuil in het grottencomplex Tora Bora. Bijna tweeduizend vechters hadden zich ingegraven om verzet te bieden tegen de oprukkende Noordelijke Alliantie en coalitietroepen. De Verenigde Staten begonnen op 16 november met het bombarderen van het complex. CIA-vertegenwoordigers legden intussen contact met plaatselijke krijgsheren en betaalden hen als zij wilden deelnemen aan de strijd.
De strijd om Kunduz was intussen volop gaande. Na negen dagen onder hevige bombardementen gelegen te hebben gaven de Taliban zich over. Kort voor de overgave arriveerden er meerdere Pakistaanse vliegtuigen. Die evacueerden veel Pakistaans inlichtingen- en militair personeel. Pakistan had tot het aanbreken van de oorlog nauw samengewerkt met de Taliban. President Pervez Musharraf had de Amerikanen toestemming gevraagd voor de luchtbrug. Tegelijkertijd verlieten er ook veel Taliban-leden en leden van Al Qaida daardoor het land. De luchtbrug werd door de Amerikanen aangeduid als de Airlift of evil.
De Talibani die zich overgaven in Kunduz werden naar het fort Qala-i-Jangi, nabij Mazar-i-Sharif, getransporteerd. In het fort vielen een paar Taliban-leden de bewakers van de Noordelijke Alliantie aan en overmeesterden hen. Binnen korte tijd was de helft van het middeleeuwse fort in handen van driehonderd gevangenen, inclusief een wapenkamer met kleine handwapens. CIA-agent Johnny Micheal Spann was het eerste dodelijke slachtoffer van de oorlog. Hij was in het fort om gevangenen te ondervragen en kon dit niet meer op tijd verlaten. De opstand werd uiteindelijk na een aantal dagen neergeslagen door toedoen van Amerikaanse Special Forces die samenwerkten met de Noordelijke Alliantie.
Tegen eind november was het zuidelijk gelegen Kandahar, de hoofdstad van het Taliban-emiraat, de enige grote stad nog in handen van de Taliban. Veel Taliban-leden raakten daar ingesloten. Dat kwam vooral door toedoen van Hamid Karzai, een aanhanger van de voormalige koning, en Gul Agha Sherzai, gouverneur van de stad voordat de Taliban de macht overnamen. Met drieduizend strijders hadden zij alle toegangswegen tot de stad afgesloten. Op 25 november arriveerden er bijna duizend Amerikaanse mariniers ten zuiden van Kandahar. Zij sloegen daar hun basis op. Een dag later naderden vijftien bepantserde wagens het kamp. Deze werden aangevallen door Amerikaanse helikopters en de meeste vernietigd.
Intussen gingen de bombardementen op de stad door. In de stad hield ook Taliban-leider Mullah Omar zich op. De Amerikaanse regering legde op 6 december een verzoek tot amnestie voor hem naast zich neer. Een dag later ontsnapte hij met een groep loyalisten uit de stad en trok naar de bergen in Uruzgan. De stad zelf gaf zich die dag ook over. Andere Taliban-leiders vluchtten naar Pakistan via bergroutes en -passen.
Al Qaida hield zich intussen nog steeds op bij Tora Bora, maar de verschillende krijgsheren rukten, met steun van Britse en Amerikaanse troepen, steeds verder op. De Amerikaanse luchtmacht bombardeerde het complex. Tegen een nederlaag aankijkend ging Al Qaida akkoord met een tijdelijke wapenstilstand. Terugkijkend bood dit veel belangrijke leiders van de terroristische organisatie, waaronder Osama bin Laden, de kans om te vluchten. Op 12 december werd het vechten hervat, waardoor veel van de vluchtenden een veilig heenkomen konden vinden. Op 17 december was het gehele complex in handen van de Amerikanen maar zij konden geen spoor vinden van Bin Laden of andere belangrijke Al Qaida-leiders.

### Consolidatie
Na deze ontwikkelingen werd er onder de vlag van de Verenigde Naties een top georganiseerd in de Duitse stad Bonn. Verschillende Afghaanse leiders, onder wie vertegenwoordigers van de vier belangrijkste oppositiebewegingen, waren aanwezig. Ook buurlanden en andere belangrijke landen in de regio stuurden afgevaardigden. De Taliban was niet uitgenodigd. Tijdens de top werden er afspraken gemaakt over het politieke pad richting het opstellen van een nieuwe grondwet en het kiezen van een nieuwe regering. Om dit proces te beveiligen riep de Verenigde Naties een troepenmacht in het leven, namelijk de International Security Assistance Force (ISAF). Zij zou verantwoordelijk zijn voor de veiligheid in Kabul en de omliggende regio. Later breidde dit mandaat zich uit naar heel Afghanistan.
ISAF kwam onder het commando van de Amerikaanse generaal John Allen. Soldaten uit 50 landen maakten deel uit van de nieuwe troepenmacht. De helft van de militairen van ISAF was van Amerikaanse komaf.
Na de verdrijving van de Taliban begon de Verenigde Staten met het bouwen van een aantal militaire bases. Ten noorden van Kabul kwam Baghram, de belangrijkste luchtmachtbasis. Een andere belangrijke basis werd gebouwd rondom het vliegveld van Kandahar. In de oostelijke provincies bouwde ISAF verschillende buitenposten om van daaruit jacht te maken op gevluchte Taliban-leden en leden van Al Qaida. Het totale aantal coalitietroepen groeide tot boven de tienduizend.
Tegelijkertijd zaten ook de Taliban en Al Qaida niet stil. In de Shah-i-Kot-vallei in de provincie Paktia hergroepeerde zij zich weer. In maart 2002 was hun aantal gegroeid tot boven de duizend. Zij wilden vanuit Pakistan een guerrillaoorlog beginnen in de stijl van de moedjahedien tegen de Sovjet-legers in de jaren tachtig. De Verenigde Staten wilden dat voorkomen en besloten op 2 maart 2002 onder de naam Operatie Anaconda gezamenlijk met Afghaanse militie in de aanval te gaan. De Taliban trokken zich terug in bunkers en grotten in het gebergte, waardoor bombardementen weinig uitwerking hadden. De Amerikaanse commandanten hadden het aantal vijandelijke troepen onderschat. Zij gingen uit van ongeveer tweehonderd opstandelingen, terwijl dit er minimaal duizend waren. Tegen 6 maart waren er zes Amerikanen gedood en zeven Afghanen. Een deel van de doden viel toen twee helikopters uit de lucht werden geschoten. Bij de Taliban lag het aantal doden rond de vierhonderd. Een groot aantal kon ontsnappen richting Waziristan in Pakistan.
Na Operatie Anaconda trokken strijders van Al Qaida zich terug over de grens met Pakistan en vonden daar onderdak bij de lokale stammen. Ze versterkten zich en begonnen regelmatig de grens over te steken in groepjes van vijf tot vijfentwintig man. Dan lanceerden ze raketten op verschillende militaire doelen, zoals Amerikaanse patrouilles en konvooien. Ook het in opbouw zijnde Afghaanse leger en non-gouvernementele organisaties werden steeds vaker doelwit. De meeste actie vond plaats rondom een Amerikaanse legerbasis in Shkin, Paktika.
Veel Taliban-troepen hielden zich verborgen op het platteland in de zuidelijke provincies die eens hun belangrijkste machtscentra waren: Kandahar, Zabul, Helmand en Uruzgan. Het Pentagon verzocht het Verenigd Koninkrijk om de Royal Marines in te zetten. Die waren gespecialiseerd in het vechten in de bergen. Ook Nieuw-Zeeland, Duitsland, Noorwegen, Canada en Australië zetten commandotroepen in. De tactiek van de Taliban was vooral om zich verborgen te houden voor de Amerikanen en haar bondgenoten. Daardoor kwam het tot weinig openlijke gevechten.

## De Taliban vechten terug (2003-2005)
De Taliban gingen in het eerste jaar nadat zij de macht in Afghanistan hadden verloren openlijke gevechten met het Amerikaanse leger zo veel mogelijk uit de weg. In die periode had de beweging zich versterkt met nieuwe – voornamelijk Afghaanse en Pakistaanse – rekruten. Veel van de nieuwe aanwas was afkomstig uit madrassa's, religieus islamitische scholen in Pakistan. Langs de grens met dat land werden door de Taliban en Al Qaida nieuwe mobiele trainingskampen ingericht. Andere bases, soms bestaande uit meer dan tweehonderd man, waren te vinden in het Pakistaanse berggebied langs de grens. De Pakistaanse grensbewaking had weinig controle op deze groepen. Veel experts twijfelden aan hun bereidheid om in te grijpen.
Het eerste teken dat de Taliban aan het hergroeperen was bleek op 27 januari 2003. Tijdens Operatie Mongoose werden 18 Taliban-rebellen gedood in de grotten in het Adi Ghar-gebergte, 24 kilometer ten noorden van Spin Boldak. In de zomer van 2003 begonnen de Taliban een nieuw offensief. De beweging veranderde ook haar tactiek: voortaan vielen groepen van een man of vijftig afgelegen posten/konvooien van het Afghaanse leger en politie aan. Daarna gingen zij uiteen in groepjes die bestonden uit vijf tot tien man. Op die manier maakten zij een effectieve tegenaanval veel lastiger.
Amerikaanse troepen werden vooral geconfronteerd met raketbeschietingen op legerbases, hinderlagen en bermbommen. Als gevolg van de aanvallen kwamen een tiental Afghaanse soldaten, meerdere ontwikkelingswerkers en een aantal Amerikaanse soldaten om het leven. Het aantal slachtoffers bedroeg in augustus 2003 tweehonderdtwintig, een dieptepunt in de oorlog tot dan toe.
In het district Dey Chopan begonnen de Taliban met de opbouw van een nieuwe troepenmacht. In de zomer van 2003 hielden zich daar bijna duizend Taliban-leden schuil. Dey Chopan maakt onderdeel van de provincie Zabul, in het zuidoosten van het land. Het terrein is bergachtig en moeilijk toegankelijk, ideaal voor de Taliban. Pas in augustus 2005 begon het Afghaanse leger een tegenoffensief. Met behulp van Amerikaanse troepen vielen zij de posities van de Taliban aan. Aan die zijde vielen 124 doden.

## De internationale troepenmacht breidt zich uit (2006-2011)

### 2006-2007
Vanaf januari 2006 begon een internationale troepenmacht van ISAF de Amerikaanse troepen in het zuiden van Afghanistan te vervangen. De harde kern werd gevormd door de Britten (3300 militairen), terwijl ook Canada (2.300), Nederland (1963), Australië (300), Denemarken (129) en Estland (150) steun leverden. Het Verenigd Koninkrijk nam de leiding in de provincie Helmand, Nederland in Uruzgan en Canada rondom Kandahar.
ISAF trachtte de Taliban te verdrijven uit gebieden waar zij zich langzaam aan weer gevestigd hadden. In 2006 kwam het tot de meest bloedige gevechten in de oorlog sinds de inname van Afghanistan door de Amerikanen. Nederlandse en Australische troepen lanceerden een offensief om de Taliban uit Chora en Beloetsjistan te verdrijven. Onder de naam Operatie Medusa viel het Canadese leger in september 2006 aan. Zij zuiverden de stad Panjwaye, dertig kilometer ten westen van Kandahar, van Taliban-strijders. Twaalf Canadese soldaten verloren daarbij het leven. Aan de kant van de Taliban vielen meer dan vijfhonderd doden. Italiaanse en Spaanse commando's elimineerden in diezelfde tijd minimaal zeventig Taliban-leden bij de zuivering van de districten Bala Buluk en Pusht-i-Rod.
Ook op andere plaatsen werd in de tweede helft van 2006 hard gevochten. De NAVO behaalde geen definitieve overwinning op de Taliban, maar ontzegde de Taliban wel de toegang tot een aantal belangrijke gebieden in Afghanistan.
In januari en februari van het jaar 2007 lanceerden de Britse Royal Marines Operatie Volcano ten noorden van Kajaki om verschillende steunpunten van de Taliban te verwijderen. De Britse regering breidde het aantal militairen uit tot 7.700. Ook de regering van George W. Bush stuurde 3.500 extra manschappen.
Het jaar werd gekenmerkt door een aantal incidenten waar veel onschuldige burgerslachtoffers bij vielen. Op 4 maart doodden Amerikaanse mariniers 12 burgers in de provincie Nangarhar in reactie op een bermbom. De eenheid werd gevraagd om het land te verlaten omdat het incident de relaties met de plaatselijke bevolking te veel had geschaad. Op 16 augustus doodden Poolse soldaten acht burgers, onder wie een zwangere vrouw en een baby, tijdens een beschieting van het dorp Nangar Khel in Paktika. Zeven Polen werden aangeklaagd voor oorlogsmisdaden.
De Taliban vielen op 15 juni politieposten aan in de stad Chora, vlak bij de Nederlandse legerbasis Tarin Kowt. Samen met Australische en Afghaanse troepen vochten de Nederlanders in de daaropvolgende dagen om het behoud van de stad. Na drie dagen trokken de Taliban zich terug. Aan hun zijde vielen ongeveer zeventig doden, aan Nederlandse zijde sneuvelden tijdens de Slag bij Chora twee man.
Tijdens gevechten tussen de Taliban en Amerikaanse troepen rond Helmand op 28 oktober werden er 80 Talibani gedood. In diezelfde tijd omsingelden Canadese militairen rondom Arghandab meer dan driehonderd opstandelingen, van wie er minstens vijftig omkwamen. Daarmee zou een aanval op Kandahar zijn voorkomen. Verdere schade was er voor de Taliban toen topman Mawlawi Abdul Manan Niazi gedood werd door Afghaanse veiligheidstroepen toen hij het land via de grens met Pakistan probeerde binnen te komen.
Het totale aantal Taliban-strijders werd door analisten geschat op ongeveer tienduizend. Twee- tot drieduizend van hen waren zeer gemotiveerd, terwijl de rest grotendeels bestond uit jonge Afghaanse mannen die boos waren vanwege de bombardementen of gewoon op deze manier geld wilden verdienen.

### 2008
Vanwege het toenemend geweld van de Taliban besloot president Bush in 2008 om het aantal troepen in Afghanistan met 70% uit te breiden, een zogenaamde surge van 28.607 soldaten aan het begin van het jaar tot 48.250 manschappen halverwege juni. 2008 was voor de Verenigde Staten, het Verenigd Koninkrijk en verschillende andere landen het meest dodelijke jaar in de oorlog tot dan toe.
De Taliban vernederden de NAVO en de beweging toonde haar kracht in juni 2008, toen zij de gevangenis in Kandahar overviel en twaalfhonderd gevangenen, onder wie vierhonderd Taliban-leden, bevrijdde. Een maand later lanceerden de Taliban een grote aanval op de afgelegen NAVO-basis in Wana in de provincie Kunar. In diezelfde maand werden 90 burgers gedood bij een luchtaanval. De aanval was gericht op een Taliban-commandant.
De oorlog breidde zich in september 2008 voor de eerste keer uit naar Pakistaans grondgebied. Amerikaanse commando's landden per helikopter en vielen drie huizen aan in een stad waar de Taliban konden rekenen op veel steun van de plaatselijke bevolking. Volgens die bevolking waren de meeste doden normale burgers. Het Pakistaanse ministerie van Buitenlandse Zaken reageerde woedend op de aanval. Als reactie zette de Pakistaanse regering de levering van goederen naar de geallieerde troepen in Afghanistan stil. Ook stelde de regering dat het Pakistaanse leger de opdracht had te schieten op elke buitenlandse militair die zonder toestemming voet op Pakistaanse bodem zou zetten. In september schoten ze op twee helikopters van ISAF die zich boven Pakistaans grondgebied zouden hebben bevonden.
Vanaf november begonnen de Taliban ook met aanvallen op NAVO-konvooien en bevoorradingscentra in Pakistan. Verder kwam naar buiten dat verschillende Afghaanse transportbedrijven beschermingsgeld betaalden aan de Taliban.

### 2009
President Barack Obama kondigde begin 2009, in de tweede maand van zijn presidentschap, aan dat er 17.000 manschappen extra als versterking naar Afghanistan zouden worden gestuurd. Generaal David McKiernan, de Amerikaanse opperbevelhebber in Afghanistan, had om 30.000 extra troepen gevraagd. Die extra troepen kwamen er uiteindelijk ook toen president Obama in december 2009 aankondigde nog eens 30.000 militairen te sturen. De Afghaanse president Hamid Karzai had de Amerikaanse regering juist opgeroepen om te onderhandelen met de Taliban.
In reactie op het toenemende geweld tegen de ISAF-bevoorradingslijnen in Pakistan zochten de Verenigde Staten toenadering tot Rusland en verschillende republieken in Centraal-Azië. Generaal David Petraeus bezocht de regio in januari 2009. Het eerste konvooi stak een maand later via Termiz in Oezbekistan de grens over.
Op 4 september 2:30 bombardeerden twee Amerikaanse McDonnell Douglas F-15E Strike Eagle vliegtuigen op verzoek van Duitse troepen in de provincie Kunduz twee tankwagens die de Taliban gekaapt hadden met 500 pond Joint Direct Attack Munition. De kapers waren net bezig de lokale bevolking van benzine te voorzien toen de aanval plaatsvond. Bij de aanval verloren tussen 56 en 179 burgers het leven. In Duitsland traden twee ministers Wolfgang Schneiderhan, Franz Josef Jung en een staatssecretaris Peter Wichert af, omdat zij geprobeerd zouden hebben het aantal burgerdoden te verbloemen.
Uit Amerikaanse rapporten bleek dat de Taliban gegroeid waren tot bijna 25.000 soldaten, ongeveer hetzelfde aantal als rond 11 september. Het aantal gewelddadige incidenten was in twee jaar tijd met 300% toegenomen. De terroristische organisatie dreigde een geslaagde presidentsverkiezing op 20 augustus onmogelijk te maken. ISAF nam zware veiligheidsmaatregelen.
Uiteindelijk slaagden de Taliban niet in hun opzet, ook al vielen er minstens 23 doden. Hamid Karzai won de verkiezingen werden met 54% van de stemmen van zijn concurrent Abdullah Abdullah. Achteraf bleek er op grote schaal gefraudeerd te zijn in het voordeel van Karzai.
De CIA kreeg een zware klap te verduren toen zeven agenten het leven verloren bij een aanslag op Camp Chapman. Zij zouden een ontmoeting hebben met een belangrijke informant. Deze liet echter een bom afgaan op het moment dat hij gefouilleerd zou worden.

### 2010
Volgens de Afghaanse regering werden er in heel 2010 bijna 900 Taliban-leden gedood in verschillende acties. Veel meer coalitiesoldaten verloren het leven of ledematen door de verhoogde inzet van bermbommen. Vanaf mei 2010 begonnen de coalitietroepen gerichter jacht te maken op Taliban-leiders afkomstig uit het lagere en middenkader. Een jaar later waren volgens het Amerikaanse leger bijna duizend van die leiders gedood of gevangengenomen.
De regering van president Obama ging verder met de uitbreiding van het aantal soldaten in Afghanistan. Voor de eerste keer sinds 2003 overtrof het aantal militairen in Afghanistan het aantal soldaten in Irak. De CIA breidde ook het aantal missies met drones uit. Er vonden tweemaal zoveel aanvallen plaats als een jaar eerder. Een aantal aanvallen waren ook gericht op doelen in Pakistan.
De website WikiLeaks lekte op 25 juli 2010 bijna honderdduizend geclassificeerde documenten die afkomstig waren van de Amerikaanse overheid. Onderdeel daarvan waren rapporten van het leger en de geheime dienst. In sommige gevallen bleek dat de Verenigde Staten bij verschillende incidenten de hoogte van het aantal burgerdoden probeerde te verbloemen. Verder bevatten de gelekte documenten informatie over de samenwerking tussen de Pakistaanse geheime dienst ISI en de Taliban. Volgens het Duitse opinieblad Der Spiegel was de ISI de belangrijkste bondgenoot van de Taliban buiten Afghanistan.
De spanningen tussen de Verenigde Staten en Pakistan liepen verder op toen een Amerikaans vliegtuig om onduidelijke redenen het vuur opende op twee door Pakistaanse soldaten bemande grensposten. In reactie besloot Pakistan de belangrijke grenspost bij Torkham te sluiten. De Pakistaanse Taliban vielen verschillende NAVO-konvooien aan, doodde meerdere van de chauffeurs en vernietigden ongeveer honderd trucks.

### 2011
De Taliban vielen op 7 mei 2011 in Kandahar de huizen van de gouverneur en de burgemeester, een drietal politiestations en een middelbare school aan. De gevechten duurden twee dagen en het waren de meest heftige gevechten sinds de val van Kandahar in 2001.
President Obama kondigde op 2 mei de dood aan van Osama bin Laden. De Arabische leider van Al Qaida die zich eerder schuilhield in Afghanistan had zich meerdere jaren verborgen in een villa in de stad Abbottabad in het buurland Pakistan. Een eenheid van de Amerikaanse Navy Seals trof hem daar aan en schoot hem dood bij een gerichte actie.
De Amerikaanse regering liet in juni 2011 weten dat de omvang van de Amerikaanse troepenmacht aan het einde van het jaar met 10.000 moest inkrimpen. In de zomer van 2011 moesten nog eens 23.000 soldaten het land hebben verlaten. Een maand later vertrokken de laatste Canadese militairen. Ook landen als Frankrijk, het Verenigd Koninkrijk, België en Noorwegen verminderden hun aanwezigheid in Afghanistan.
ISAF-troepen vielen op 26 november bij vergissing een Pakistaanse legergroep aan. Daarbij verloren 24 Pakistaanse militairen het leven. De Pakistaanse regering besloot de bevoorrading aan de NAVO-legers stop te zetten en gaf opdracht om de luchtmachtbasis Shamsi Airfield aan te vallen.
Aan het einde van 2011 vormden Ahmad Zia Massoud, Abdul Rashid Dostum en Hadji Muhammad Mohaqiq gezamenlijk het Nationale Front van Afghanistan. Deze stap werd door analisten gezien om de militaire tak van de Noordelijke Alliantie te hervormen om te voorkomen dat de Taliban opnieuw zou terugkeren aan de macht. Ook de verschillende politieke fracties trokken weer naar elkaar toe en verenigden zich in de Nationale Coalitie van Afghanistan. Onder het leiderschap van Abdullah Abdullah groeide de Coalitie uit tot de belangrijkste oppositiepartij in het parlement.
Gedurende 2012 waren er verschillende incidenten die de reputatie van de Amerikanen onder de Afghanen ernstig schaadden. Zo kwamen er foto's naar buiten waar Amerikaanse soldaten poseren met lichaamsdelen van gedode Afghanen. Verder was er een video te zien van een zingende Amerikaanse helikoptercrew ("Bye-bye Miss American Pie") vlak voordat zij het vuur openden op een groep Afghanen. De verbranding van verschillende korans in februari 2012 op de Amerikaanse luchtmachtbasis Bagram Air Base zorgde voor een woede-uitbarsting onder de Afghanen. In de week daarna verloren dertig mensen het leven. De korans werden gebruikt door Taliban-gevangenen en werden door de Amerikanen samen met verschillende andere voorwerpen verbrand.

## Terugtrekking van de internationale troepencoalitie (2012-2020)

### Internationale terugtrekking
Leiders van de NAVO-landen adopteerden tijdens een conferentie in Chicago in mei 2012 een terugtrekstrategie. Alle gevechtsmissies zouden tegen 2013 in handen moeten komen te liggen van het Afghaanse leger. Het grootse deel van de NAVO-troepen zou tegen het einde van 2014 weg moeten zijn. Er zou een nieuwe NAVO-missie worden opgetuigd om de Afghaanse strijdkrachten verder op te leiden en te adviseren. De Afghaanse president Hamid Karzai sloot in mei 2012 een strategisch akkoord met president Obama. Daarin was een raamwerk opgenomen over de relatie tussen beide landen op de lange termijn na het terugtrekken van de Verenigde Staten.
Karzai bezocht de Verenigde Staten in januari 2013 en ontmoette president Obama. De Amerikaanse regering kondigde op dat moment aan dat zij al haar troepen tegen het einde van 2014 uit Afghanistan teruggetrokken wilde hebben. Elke eventuele missie na 2014 zou slechts gericht zijn op contraterrorisme of het trainen van Afghanen. In de loop van 2013 vond er een overdracht plaats van verschillende gevangenissen, inclusief gevangenen, van de Verenigde Staten naar de Afghaanse regering. Ook trokken de Amerikanen hun troepen terug uit de steden. De verantwoordelijkheid voor de veiligheid lag zo bij de Afghaanse regering.
Het jaar 2014 stond in het teken van de verdere terugtrekking van de internationale troepencoalitie. Het Verenigd Koningrijk en de Verenigde Staten beëindigden hun gevechtsmissie officieel in oktober. Er bleef weliswaar een kleiner aantal troepen achter, maar deze hadden vooral als taak om soldaten van het Afghaanse leger verder op te leiden. Ook was er een toename te zien in de aanwezigheid van particuliere beveiligers die door onder andere de Verenigde Staten en Verenigde Naties werden ingehuurd. Vaak waren dit voormalige soldaten die de overstap hadden gemaakt naar de commerciële sector.

### De Taliban rukken op
Vanuit de Taliban was er toename in het aantal aanslagen, vaak gericht op doelen waarbij buitenlanders geraakt konden worden. Zo verloren tijdens een aanslag op een Libanees restaurant in Kabul in februari eenentwintig mensen het leven, waaronder verschillende VN-stafmedewerkers. De Amerikaanse generaal Harold J. Greene verloor in augustus samen met dertien anderen het leven toen een Afghaanse soldaat op een legerbasis het vuur opende.
Op 28 september 2015 slaagden de Taliban er na hevige gevechten in om de stad Kunduz na 14 jaar te heroveren. De dagen erna volgden hevige gevechten, waarbij zeker tachtig doden vielen. Op 1 oktober werden de Taliban door de Afghaanse regering, die hulp kreeg van de Verenigde Staten, weer grotendeels uit de stad verdreven.
Op 3 oktober werd een kliniek in Kunduz van Artsen zonder Grenzen door Amerikaanse luchtaanvallen getroffen, waarbij zeker negentien doden vielen onder wie twaalf medewerkers van Artsen zonder Grenzen (AzG). Verder waren er tientallen zwaargewonden. In de kliniek zouden zich volgens berichten terroristen hebben bevonden, maar dit werd door AzG ontkend. Patiënten zouden in hun bed zijn verbrand. De kliniek was in 2011 opgericht en was het enige ziekenhuis van betekenis in de omgeving. Op het moment van het bombardement waren er juist extra veel patiënten opgenomen vanwege de gevechten van de afgelopen dagen.
Ook in de maanden daarna bleef de Taliban aanvallen. In december werd de luchthaven van Kandahar door de Taliban aangevallen. In de gevechten die volgden vielen ca. 50 doden. Op 10 december zei het Afghaanse leger de aanval te hebben afgeslagen. Op 11 december, om 18:00 plaatselijke tijd, ontplofte er in het centrum van Kabul een autobom in de nabijheid van de Spaanse ambassade. De aanslag werd opgeëist door de Taliban.

### Vredesonderhandelingen
De in 2014 verkozen president Ashraf Ghani had een egocentrische stijl van regeren en bleek slecht in staat groepen te verbinden, waardoor de Afghaanse regering verder geïsoleerd raakte. Ondertussen breidden de Taliban hun macht in de provincies uit en pleegden ze geregeld bomaanslagen in Kabul.
De Amerikaanse publieke opinie was geleidelijk aan tegen de "missie" in Afghanistan gekeerd, na bijna 20 jaar aanwezigheid zonder concrete verbeteringen. In 2020 sloot de regering-Trump in Doha een overeenkomst met de Taliban, die het de Amerikanen mogelijk maakte zich geheel uit Afghanistan terug te trekken. De Taliban beloofde in ruil daarvoor dat het geen schuilplaats zou bieden aan groeperingen die aanslagen op de VS of haar partnerlanden beraamden.

## Amerikaanse terugtrekking en val van Kabul (2021)
In april 2021 kondigde de Amerikaanse president Joe Biden aan dat de Amerikaanse troepen zouden worden teruggetrokken uit Afghanistan. Er moest een einde komen aan de langste oorlog - twintig jaar - die de Verenigde Staten ooit voerden, en die tot meer dan 2400 Amerikaanse doden, 20.000 Amerikaanse gewonden en meer dan 2.000 miljard dollar kostte. Ook NAVO-secretaris-generaal Jens Stoltenberg gaf aan dat NAVO-troepen vanaf 1 mei zouden starten met een terugtrekking uit het land. Kort nadat de terugtrekking was begonnen, lanceerden de Taliban een offensief tegen de Afghaanse regering, waarbij ze snel oprukten. De Taliban veroverden veel grote steden in Afghanistan.
Op 15 augustus 2021 vielen de Taliban opnieuw de Afghaanse hoofdstad Kabul binnen, waarbij toenmalig president Ashraf Ghani het land ontvluchtte. Er werden onmiddellijk evacuatievluchten opgestart vanaf de luchthaven van Kabul om burgers, diplomaten en ambassadepersoneel in veiligheid te brengen. Vicepresident Amrullah Saleh riep zich op 17 augustus 2021 uit tot interim-president. Amrullah Saleh trok zich samen met andere weerstandsstrijders terug in de Panjshirvallei en vlucht eind september naar verluidt naar Tajikistan toen de Taliban ook de grootste delen van de vallei onder controle hadden gekregen.
Op 30 augustus verliet het laatste Amerikaanse vliegtuig Kabul, waarmee een einde kwam aan de westerse aanwezigheid in Afghanistan.

## Aantal gesneuvelde militairen sinds 2001
| Land                | Aantal gesneuvelde militairen |
| ------------------- | ----------------------------- |
| Albanië             | 1                             |
| Australië           | 39                            |
| België              | 1                             |
| Canada              | 158                           |
| Denemarken          | 43                            |
| Duitsland           | 53                            |
| Estland             | 9                             |
| Finland             | 4                             |
| Frankrijk           | 86                            |
| Georgië             | 17                            |
| Hongarije           | 7                             |
| Italië              | 47                            |
| Jordanië            | 2                             |
| Letland             | 3                             |
| Litouwen            | 1                             |
| Nederland           | 26                            |
| Nieuw-Zeeland       | 11                            |
| Noorwegen           | 10                            |
| Polen               | 36                            |
| Portugal            | 2                             |
| Roemenië            | 19                            |
| Spanje              | 34                            |
| Tsjechië            | 5                             |
| Turkije             | 14                            |
| Verenigd Koninkrijk | 441                           |
| Verenigde Staten    | 2400                          |
| Zuid-Korea          | 1                             |
| Zweden              | 5                             |
| Totaal              | 3484                          |

## Oorlogsmisdrijven
In het BBC-programma Panorama van 12 mei 2025 legden voormalige Britse commando's verklaringen af over oorlogsmisdrijven die leden van de Britse special forces zouden hebben begaan bij missies in Irak (2003-2011) en Afghanistan (2001-2021).  Het ging onder meer om het neerschieten van geboeide gevangenen en ongewapende burgers.

## Nederlandse betrokkenheid

### Militair
Tussen 2002 en 2021 namen in totaal zo'n 30.000 Nederlandse militairen deel aan meerdere missies in Afghanistan, achtereenvolgens in de provincies Kabul, Baghlan, Kandahar, Uruzgan (zie Task Force Uruzgan), Kunduz (zie Nederlandse geïntegreerde politietrainingsmissie in Kunduz) en Balch.
Deze missies hadden deels een militair en deels een civiel karakter. Ze maakten deel uit van de ISAF-operatie Enduring Freedom en de daaropvolgende operatie Resolute Support (januari 2015 - juni 2021).

### Diplomatiek
Nederland fungeerde in 2009 als gastheer voor een internationale topconferentie onder auspiciën van de Verenigde Naties in Den Haag.